# Phytophthora nicotianae

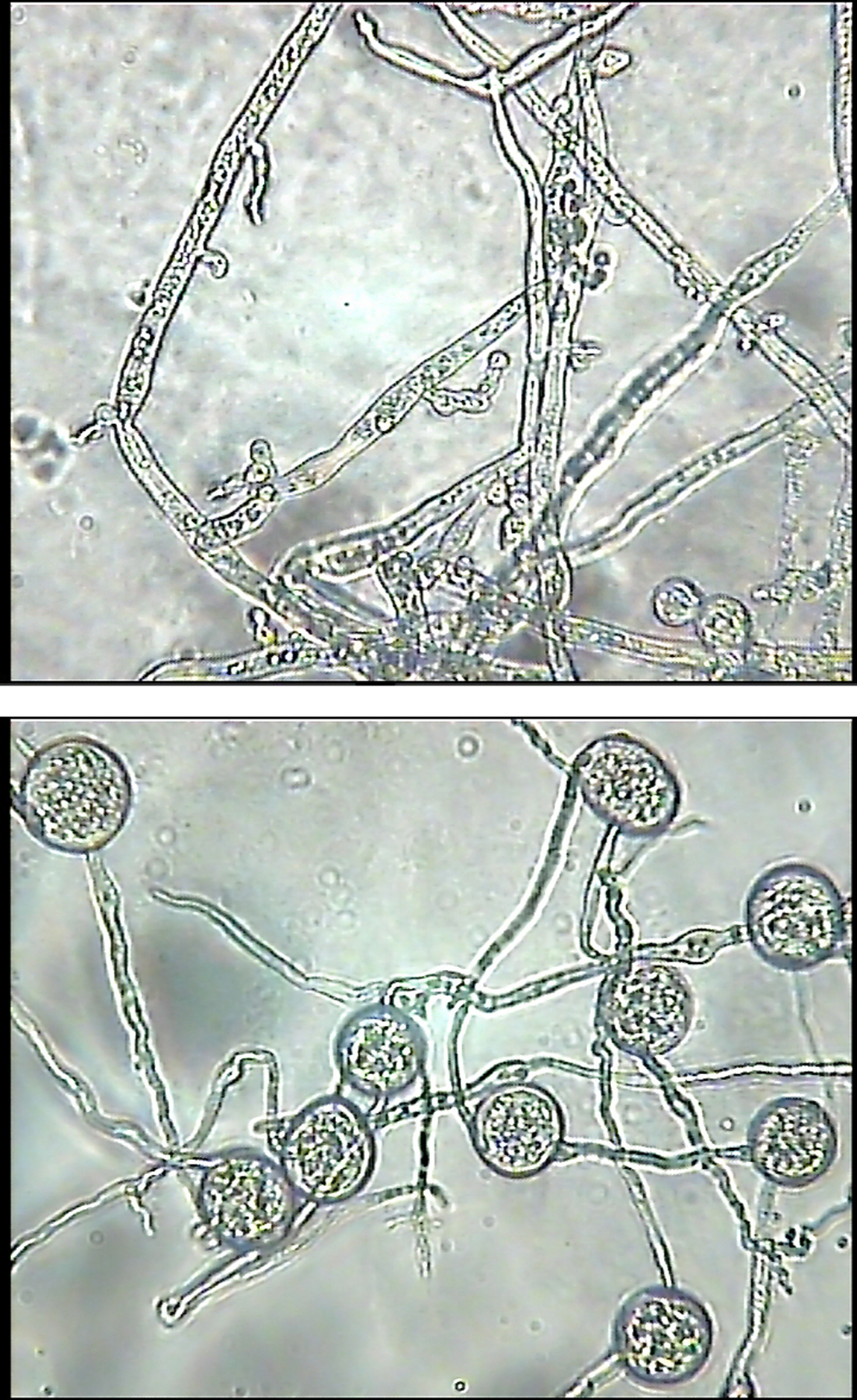
Strzępki i chlamydospory

Phytophthora nicotianae Breda de Haan – gatunek grzybopodobnego lęgniowca. U licznych gatunków roślin wywołuje choroby zwane fytoftorozami.

## Systematyka i nazewnictwo
Pozycja w klasyfikacji według Index Fungorum: Phytophthora, Peronosporaceae, Peronosporales, Peronosporidae, Peronosporea, Incertae sedis, Oomycota, Chromista.
Po raz pierwszy takson ten opisał w 1896 r. Breda de Haan. Ma 16 synonimów. Niektóre z nich:
- Phytophthora formosana Sawada 1942
- Phytophthora lycopersici Sawada 1942
- Phytophthora ricini Sawada 1942[2].

## Morfologia
Strzępki dość jednolitej szerokości, do 5 µm; często nabrzmiałe, zwłaszcza w kulturach wodnych i na sporangioforach. Nabrzmienia te są kuliste, owalne lub kanciaste, wszystkie o szerokości do 20 µm. Częste chlamydospory, wcześnie formujące się na nowej grzybni. Mają średnicę 20–40 µm, ściany o grubości 1,5 µm i zwykle nie brązowieją. Sporangiofory cienkie (szerokość 2 µm), blisko lub słabo rozgałęzione, w zależności od warunków, ich gałęzie zwykle powstają w wyniku pęcznienia strzępek. Podstawna część zarodni jest prawie kulista, a wierzchołkowa trzecia lub ćwiartka zwężona lub wydłużona w „dziób”, czasami skośnie zorientowana w stosunku do szypułki. Zarodnie mają rozmiary 45 × 36 µm, często do 60–70 µm długości i rzucającą się w oczy brodawkę, czasami dwie i półkuliste pogrubienie wierzchołkowe. Lęgnie o średnicy przeważnie 28–30 (–32) µm. Ich ściana z wiekiem staje się nieco grubsza i nabiera złocistobrązowego narostu. Plemnie zawsze są amfigeniczne, ale szypułka oogonalna jest czasami dość ekscentryczna, tak że na pierwszy rzut oka plemnie wydaje się nie być amfigeniczne. Mają rozmiar 10–16 × 10 µm i są raczej zaokrąglone niż kanciaste. Oospory nie wypełniają całej lęgni. Mają średnicę 24–26 µm, ścianę 1,5–2 (–3) µm, są zwykle bezbarwne lub lekko żółte. Kultury są przezroczyście puszyste, zwykle bez stref lub prążków. Minimalna temperatura ich rozwoju 12 °C, maksymalna 36,5 °C., optymalna (25–) 30 °C.

## Cykl życiowy
W sezonie wegetacyjnym od maja do października patogen może przejść kilka cykli życiowych. Bezpłciowo wytwarza liczne chlamydospory, które w glebie mogą przetrwać nawet do 6 lat. Są one podstawowym sposobem przetrwania patogenu w glebie i pierwotnym inokulum. Kiełkują w ciepłej i wilgotnej glebie, tworząc strzępkę rostkową, która infekuje rośliny lub wytwarza zarodnie. Patogen może rozprzestrzeniać się także przez bezpłciowe zarodniki wytwarzane w zarodniach. Mogą one albo bezpośrednio kiełkować, albo uwalniać ruchliwe pływki o nerkowatym kształcie z przednią wicią błyszczącą i tylną wicią pomagającą nawigować w kierunku wierzchołków korzeni. Pływki mogą poruszać się w wodzie glebowej, mogą też być rozpryskiwane przez deszcz lub podczas nawadniania, prowadząc do większej liczby powtarzających się cykli wtórnych. Pływki poruszają się w kierunku gradientów składników odżywczych wokół wierzchołków korzeni i ran gospodarza. Po zetknięciu się z powierzchnią korzenia kiełkują, penetrując naskórek. Zakażenie prowadzi do systemowego gnicia systemu korzeniowego oraz więdnięcia i chlorozy liści.
Strzępki są heterotaliczne, do wytworzenia oospor wymagają więc dwóch typów kojarzenia. Na wielu polach występują strzępki tylko jednego typu kojarzenia, więc pływki rzadko kiełkują i rzadko powodują epidemie. Głównym źródłem infekcji w tych przypadkach są chlamydospory.

## Występowanie i siedlisko
Phytophthora nicotianae występuje na wszystkich kontynentach poza Antarktydą, a także na wielu wyspach. W Polsce wyizolowany został w 2001 roku na roślinach ozdobnych Dieffenbachia maculata i Peperomia obtusifolia.
Jest organizmem pasożytniczym rozprzestrzeniającym się w glebie. Ma szeroką gamę żywicieli. Do 2016 r. opisano jego występowanie na 255 rodzajach z 90 rodzin. M.in. jego żywicielami są tytoń, cebula, pomidor, rośliny ozdobne, bawełna, papryka i cytrusy. W licznych krajach świata powoduje duże straty gospodarcze. W USA jest jednym z głównych patogenów tytoniu, pomidora i roślin ozdobnych. Szczególnie duże szkody wyrządza w uprawach tytoniu. W Polsce opisano go jako sprawcę chorób: zgnilizna podstawy pędu goździka, zgorzel podstawy pędu poinsecji, mokra zgorzel podstawy pędu irysa, zgnilizna podstawy pędów papryki.